# Carlos Araujo
Carlos Luciano Araujo (Mendoza, 19 de noviembre de 1981) es un exfutbolista argentino. Jugaba de lateral izquierdo.
Sus comienzos en el fútbol fueron en el Club Social y Deportivo Algarrobal de Las Heras.

## Clubes
| Club                    | País      | Año       | PJ  | Goles |
| ----------------------- | --------- | --------- | --- | ----- |
| Independiente Rivadavia | Argentina | 2000-2002 | -   | -     |
| Atlético de Rafaela     | Argentina | 2002-2004 | 36  | 0     |
| Racing Club             | Argentina | 2004-2005 | 28  | 0     |
| Estudiantes de La Plata | Argentina | 2005-2006 | 16  | 0     |
| Newell's Old Boys       | Argentina | 2006-2007 | 24  | 2     |
| Olimpo                  | Argentina | 2007-2008 | 24  | 1     |
| Huracán                 | Argentina | 2008-2009 | 35  | 1     |
| AEK Atenas              | Grecia    | 2009-2010 | 33  | 0     |
| Lanús                   | Argentina | 2011-2015 | 167 | 3     |
| Huracán                 | Argentina | 2016-2020 | 65  | 2     |
| Independiente Rivadavia | Argentina | 2020-     |     |       |

## Palmarés

### Campeonatos nacionales
| Título                           | Club                | Año     |
| -------------------------------- | ------------------- | ------- |
| Campeonato de Primera B Nacional | Atlético de Rafaela | 2002-03 |

### Campeonatos internacionales
| Título            | Club  | Año  |
| ----------------- | ----- | ---- |
| Copa Sudamericana | Lanús | 2013 |